# Niedensteiner Tanzlinde
Koordinaten: 51° 14′ 11″ N, 9° 18′ 28″ O
Die Niedensteiner Tanzlinde, auch als „Tanz- und Gerichtslinde“ bezeichnet, ist ein markanter Einzelbaum in der Kleinstadt Niedenstein im nordhessischen Schwalm-Eder-Kreis.

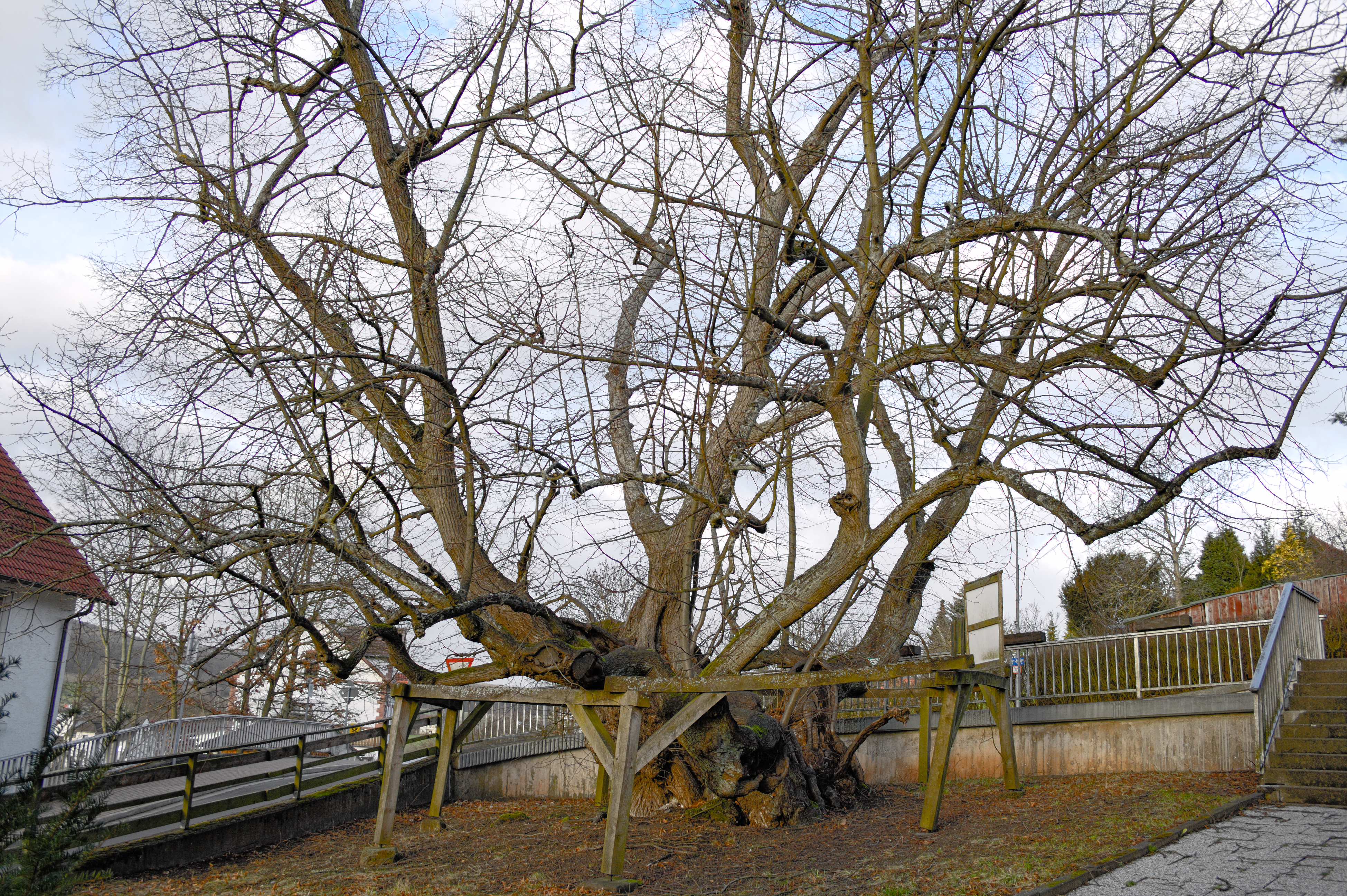
Die Tanzlinde in Niedenstein

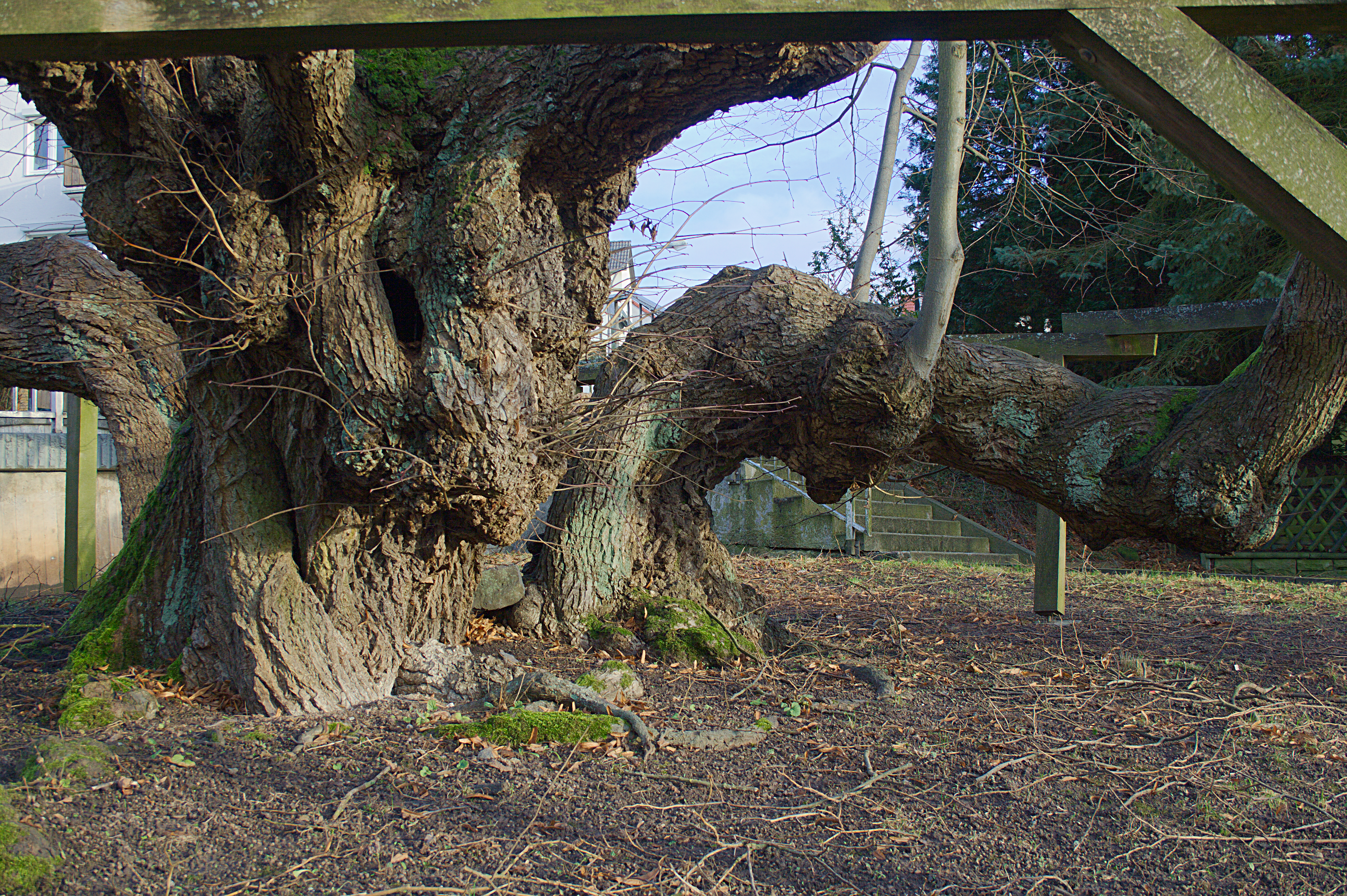
Der Fuß des Stammes

Der mächtige Baum, eine über ein Holzgerüst geleitete und als Naturdenkmal geschützte Sommer-Linde (Tilia platyphyllos) von ca. 8 m Umfang, steht etwa 40 m außerhalb des einstigen unteren Stadttors, dem Untertor bzw. „Wichdorfer Tor“, unmittelbar südlich der Ecke Hauptstraße/An der Linde. Er stammt vermutlich aus der Zeit der Gründung der Stadt im 13. Jahrhundert und war wohl ursprünglich Gerichtsort des Stadtgerichts. Später diente der Baum dann als Tanzlinde, wobei jedoch nicht wie meist üblich unter dem Baum, sondern ähnlich wie bei der Tanzlinde in Sachsenbrunn auf einer in den Baum gebauten Plattform getanzt wurde.
Der mächtige Stamm, der eigentlich aus drei knorrigen Stämmen besteht, verzweigt sich in einer Höhe von ein bis zwei Metern in sechs kräftige, zum Teil fast horizontal gewachsene und weit ausladende Äste. Diese niedrige Höhe machte es praktisch unmöglich, unter dem Baum zu tanzen, aber die Stärke der horizontalen Äste ermöglichte den Einbau eines zusätzlich von starken Holzstützen getragenen Tanzbodens für die Musikanten und Tänzer in das Geäst. Wie eine historische Fotografie aus dem Jahre 1906 zeigt, führte eine Treppe hinauf zur Plattform, die wiederum durch ein Geländer gesichert war. Durch die Mitte des Tanzbodens ragte ein starker Ast empor, der von einem Tisch und Bänken umgeben war. Die letzte Instandsetzung des Tanzbodens ist für das Jahr 1890 dokumentiert. Noch bis in die Zeit vor dem Ersten Weltkrieg wurde in der Linde getanzt. Wann dies das letzte Mal geschah, ist nicht überliefert. Der Tanzboden ist verschwunden.
Eine Informationstafel wurde anlässlich der 750-Jahr-Feier der Stadt im Jahre 2004 am Stützgerüst der Linde angebracht; sie gibt Auskunft zur Geschichte des Baums.